# 李紈
李纨，表字宮裁，是中國清代古典小説《紅樓夢》的角色，金陵十二釵正冊之一。李紈出身官宦世家，父親為國子監祭酒。她與賈家榮國府賈政長子賈珠成婚，然其夫因病早亡，育有一遺腹子名賈蘭。她在丈夫亡故后，只顾养育贾兰，不大照管贾家的家事，整日过着“面容枯槁”的生活。她因對下人心善，不大管事，人稱“大菩薩”。王熙鳳因病療養時，曾請李纨、賈探春与薛宝钗三人執掌賈府事宜，被下人們喻为三个“镇山太岁”。李紈占花籤時抽中老梅，象徵貞潔。因紅樓夢一書未完，故未知其警幻情榜评语。

## 人物

### 出身
李纨出身金陵官宦世家、诗礼簪缨之族，文中描写“族中男女，无有不咏诗读书者”。李纨其父為李氏族長，國子監祭酒李守中，他認爲“女子無才便有德”，因此不十分令女兒讀書，只教她《列女傳》《賢媛集》之類書籍，使之“認得幾個字，記得前朝幾個賢女便罷了”，更以女紅、婦德為緊要，因此取名為“李纨字宮裁”。紅學家愛新覺羅·啓孮猜想李紈的名字取自李白《擬古詩·其一》之“閨人理纨素，游子悲行役。服侍李紈的丫鬟有素云、碧月等。

### 品性
秀水明山抱復回，風流文采勝蓬萊。
綠裁歌扇迷芳草，紅襯湘裙舞落梅。
珠玉自應傳盛世，神仙何幸下瑤台。
名園一自邀遊賞，未許凡人到此來。
李氏與榮國府賈政一家聯姻，賈政長子賈珠與李紈成婚，但因病早死。:53-55李紈十七八嵗時守寡，安分守節、謹言慎行，以致「面容枯槁」；她唯知“侍親育子，外則陪侍小姑針黹誦讀而已”。:265賈家多稱其為李氏、珠兒媳婦或珠大奶奶。脂批評價她青春守寡，這種處境“本易越理生事，彼竟不然，實屬罕見”。賈母、王夫人因李紈素是賢惠，且年輕守節，令人敬服；故她也是大觀園中月錢最多的，名義上為每月十兩白銀。:第28章第四十九回，李紈寡嬸偕同其兩個堂妹李紋、李琦來賈府探親，賈母便托請她們在李紈居所大觀園稻香村住下。:1577-1580她與平兒親近，不喜妙玉。:28章
在第七回，薛姨媽托周瑞家的送宮花，給了園中多半的小姐，獨沒送李紈。學者王秋香認爲這是禮教下「簡衣素行」的體現；時值冬日，大觀園衆姊妹均著一色大紅猩猩毡與羽毛緞斗篷，唯有李紈穿一件青哆羅呢對襟褂子；脂硯齋批稱“昭其質也”。:267在第七十五回，尤氏與賈惜春因入畫事賭氣，往李紈處訴苦，作者借丫鬟素雲之口提及李紈平日不施脂粉。:267
賈探春在初秋時提議園中女子共組诗社，由李紈任海棠詩社社長，號“稻香老農”。李紈雖為大觀園中收入最多者，但生活節約；她任詩社社長時并不出錢辦社，而去請王熙鳳擔任監社御史出付資金。在第四十五回，與王熙鳳的爭辯（同時為平兒執言），凸顯她偶爾也會表露情緒化的一面，其伶牙俐齒之口才不下于王熙鳳。:第28章清代有批評家稱在這一段，李紈以謔代駡，其氣勢抵得“駱臨川討武后一檄”。脂硯齋則認爲李紈的爭辯是“心直口拙”的體現。
李紈詩才在文中表露並不多，她創作的唯一一首完整的詩歌為賈元春省親時的《大觀園題詠》一首。:269然她素有評詩的品味，曾分別評過寶黛二人的詩歌“風流別致”“含蓄渾厚”。:270

## 伏筆

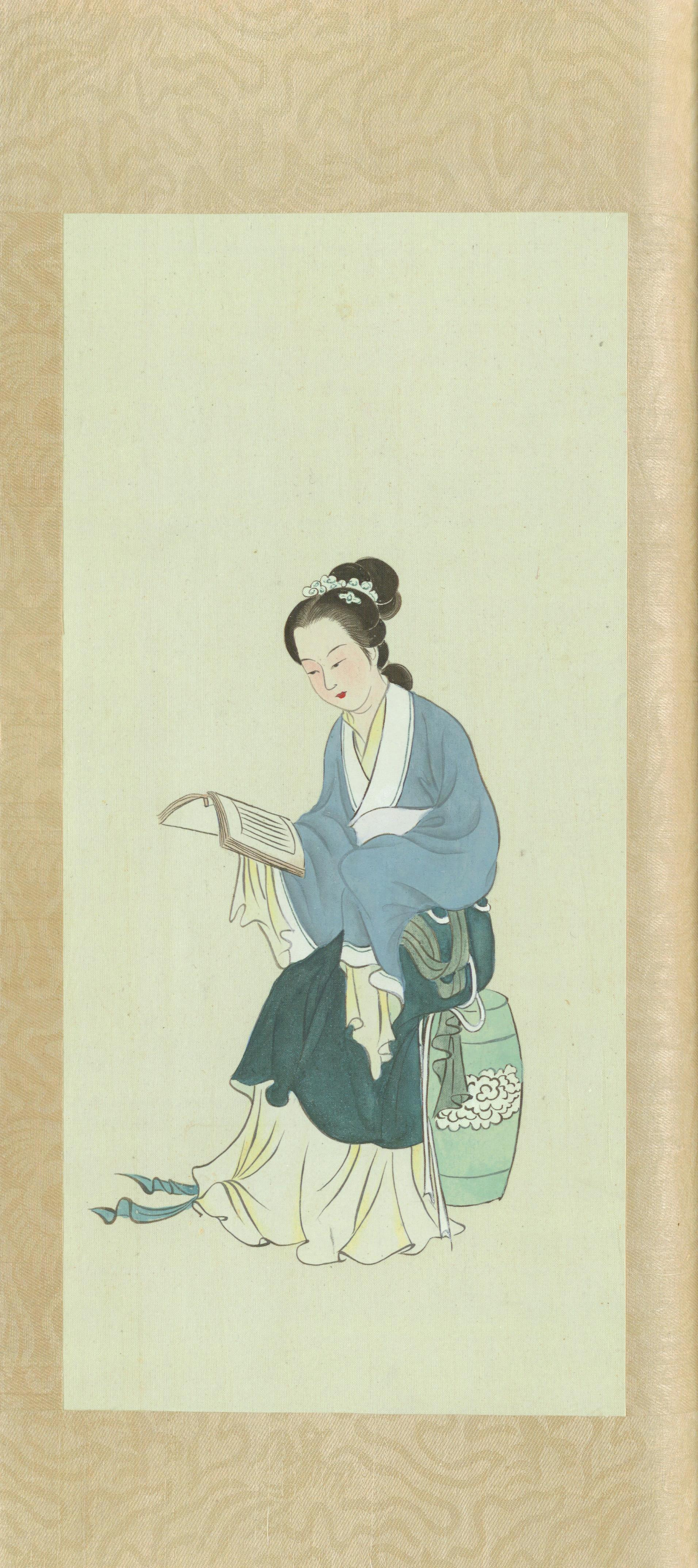
金陵十二钗正册李紈繪本，清代無名氏作。

《紅樓夢》多有伏筆，其中大量的判詞、詩歌暗示了金陵十二釵在内的角色的命運:140-143：如贾宝玉神游太虚幻境时，见聼到關於金陵十二钗的卷册和曲文。:140-143李紈的判词列金陵十二钗正册第十一位，画着一盆茂蘭旁邊站著一位鳳冠霞帔的女子，側有詩云:173：
桃李春風結子完，到頭誰似一盆蘭？為冰為水空相妒，枉與他人作笑談。
对应李紈的曲子为“晚韶華”:184-185：
鏡裡恩情，更那堪夢裡功名！那美韶華去之何迅！再休提綉帳鴛衾。只這戴珠冠，披鳳襖，也抵不了無常性命。雖說是，人生莫受老來貧，也須要陰騭積兒孫。氣昂昂頭戴簪纓，光閃閃腰懸金印；威赫赫爵位高登，昏慘慘黃泉路近。問古來將相可還存？也只是虛名兒與後人欽敬。
此外，紅樓夢第一回甄士隱《好了歌注》有一句“[...]昨憐破襖寒，今嫌紫蟒長。”脂硯齋甲戌側批“賈蘭、賈菌一干人”；賈蘭為李紈之子，故有紅學觀點認爲母子命運相關聯。:第28章在第六十三回，賈寶玉為慶生夜宴眾姊妹；李紈占花籤抽得一支老梅，花語曰“霜曉寒姿”，背面詩曰“竹籬茅舍自甘心”。

## 結局
通行程高本後四十回并未明確描寫李紈的結局：她在第九十八回林黛玉病逝后，為其料理後事；其子賈蘭同賈寶玉進京趕考，在百十九回考中第一百三十名舉人。根據伏筆，有不同紅學觀點探討李紈最終的歸宿：如苦盡甘來，積德致福；或賈蘭發跡，但富貴后即猝，使她晚年喪子等説法。:281新索隐派紅學家劉心武從李紈在第四十五回表現出的“吝嗇”推斷，認爲她可能是在賈家敗亡時沒能用錢支援，雖其子賈蘭之後會高中，她也會得誥命，但也終究是“留下話把兒，被人恥笑”。:第33講

## 辨析
針對李纨的人物研究大都從封建禮教（即提倡婦女守節的程朱理學）對她性格影響、或其所代表婦德的外在形象入手：薛祥生、王少华認爲她是禁欲主義的“典型”:353；谭宇宏評價她是“一具活的遵守三从四德的标本”；周汝昌則稱其她評詩是爲“旗帜鲜明维护封建妇德”。:92至1997年，胡文炜發表《李纨的命运和地位》一文，才站在褒義的角度評價李紈：他指出，李紈始終以理自守，從而避免了大觀園其他角色“因情而誤”的影響，得以“善終”。上述是長期以來兩類針對李紈的主流論析。季学原則評價此類論述實則距離李紈的人物形象差距甚遠，其一則以偏概全；二則老調重彈，只是“重複前人的話，而非從作品的實際出發”，是“认同性的演绎，而不是开拓性的研究”。
中華民國國立台灣大學教授欧丽娟評價有相當一部分讀者并不注意這個角色，近乎只停留在作者對她“扁平化描寫”的印象，但實質並不然:728-729：歐指出李紈是除賈寶玉、林黛玉及薛寶釵等少數要角外，作者對其生平有較爲詳細介紹的角色。:728她分析，曹雪芹借用其父李守中的名字暗示李紈成長在“以理自守”的家庭中，無論是她名字的“紈”或者表字中的“裁”都來源於女紅，均體現了中國傳統的女性價值。:729-730也正因父親對她的教育，使她在丈夫死後理所當然地過著“槁木死灰”的生活——從第四回“[...]易越理生事，彼竟不然，實屬罕見”的脂批顯示出，她年紀輕輕對女德的恪守，即使在本就强調三從四德的古代中國也是罕見的。

季学原分析，若以古井為比喻，李紈確實是被宋明理学推入古井的，但她的内心并未真的“僵死”：這從李紈入住大觀園后可見一斑。以园内生活作为主要描写对象，共有54回135次写到李紈，占其出场数三分之二以上：她在園内展現了其因禮教而封閉的青春活力，爲自己尋求、開拓新的精神世界。諸如海棠诗社的分工、社约的建立，均由李紈提出；從她熱心參與的角度來看，很難與“槁木死灰”“惟知侍亲养子”“余事“一概无见无闻”劃上等號。
歐丽娟也認爲曹雪芹在文中暗示了她是不可能真正對所有事物無動於衷，以至“槁木死灰”：如李紈的居所稻香村種植“噴火蒸霞的數百株紅杏”，暗喻著熱情與情欲、人性中本有的貪嗔癡，象徵著自然生命本能的突圍；同時稻香村又因「青山斜阻」的設計，體現出封建禮教對李紈的箝制。歐丽娟比喻李紈是“未完全熄滅生命本質的休火山”，因此總要噴發内心的活力，以示她的靈魂并未消亡。歐還從李紈對妙玉的態度入手解析：李紈為寡婦，妙玉為帶髮修行的尼姑，兩者都本應約束在禮教的桎梏之下，李紈選擇安分守己，妙玉卻清高至極，與本該謙卑頌佛的性態不合，因之反感其“僧不僧，俗不俗，女不女，男不男”的“放蕩詭避”。李紈之所以對妙玉不喜，是因與其境遇相似卻不同，從而形成的一種“嫉妒”情感，使二者處於對立的狀態。

## 演藝

### 影視作品
| 影视作品 | 类别         | 年份 | 出品方         | 飾演者 | 來源   |
| -------- | ------------ | ---- | -------------- | ------ | ------ |
| 红楼梦   | 电视剧       | 1977 | 佳艺电视       | 朱承彩 | [ 15 ] |
| 红楼梦   | 电视剧       | 1987 | 中国中央电视台 | 孙梦泉 | [ 15 ] |
| 红楼梦   | 电影         | 1989 | 北京电影制片厂 | 邢 红  | [ 15 ] |
| 红楼梦   | 电视剧       | 1996 | 中华电视       | 李威仪 | [ 15 ] |
| 红楼梦   | 越剧、电视剧 | 2000 | 绍兴电视台     | 宋蓓蓓 | [ 15 ] |
| 红楼梦   | 电视剧       | 2010 | 北京电视台     | 周 毅  | [ 15 ] |

### 電子遊戲
| 遊戲名           | 年份 | 開發商       | 發行商   | 來源   |
| ---------------- | ---- | ------------ | -------- | ------ |
| 紅樓夢之十二金釵 | 1998 | 七彩狼工作室 | 智冠科技 | [ 16 ] |
| 金陵十三钗       | 2015 | 蜂派游戏     | 蜂派游戏 | [ 17 ] |

## 資料

### 文獻
1. ↑  金啟孮. . 紅樓夢學刊. 1980, (第1輯).
2. 1 2 3 4 5 6  蔣勛. . 中國大陸: 中信. 2017-4. ISBN 9787508670911.
3. 1 2 3 4 5 6  王秋香.  (博士论文). 國立中山大學中國文學系研究所. 2013 （中文）.
4. 1 2 3 4  歐麗娟. . 北京: 北京大学出版社. 2021. ISBN 978-7-301-32058-7.
5. ↑  俞平伯. . . 石家庄: 花山文艺出版社. 1997: 43–46. ISBN 7-80611-570-6.
6. 1 2 3 4 5 6 7 8  歐麗娟. . 臺大文史哲學報. 2001-11-01, (55).
7. ↑  冯其庸. . 南昌: 江西教育出版社. 2000. 第四十五回眉批. ISBN 7-5392-3510-1.
8. ↑  刘心武. . 江蘇: 江苏人民出版社. 2011. ISBN 9787214068965.
9. ↑  薛祥生; 王少华. . 賀新輝  (编). . 北京: 紫禁城出版社. 1990: 353-355. ISBN 9787800470714.
10. ↑  谭宇宏. . 红楼梦学刊 (中国艺术研究院). 1992, (第一辑).
11. ↑  . 中國大陸: 安徽文艺. 1993. ISBN 9787539608822.
12. 1 2 3 4 5 6  季学原. . 《红楼梦学刊》 (中国艺术研究院). 1998, (第2期).
13. 1 2 3  歐麗娟. . 台灣: 國立台灣大學出版中心. 2017年8月31日. ISBN 9789863506058.
14. ↑  王希廉 涂瀛. . 《红楼梦论赞》. 大清. 1832.
15. ↑  饶道庆. .  (艺术学博士论文). 中国艺术研究院. 2009.
16. ↑  FTD. . 游民星空. 2019-12-01  [2023-04-29]. （原始内容存档于2023-04-29） （中文（简体））.
17. ↑  dudujiang. . 游戏葡萄. 2015-08-28  [2023-04-29]. （原始内容存档于2023-04-29） （中文（简体））.